# هيثر منزيس
هيثر منزيس (بالإنجليزية: Heather Menzies)‏ هي ممثلة أمريكية وكندية، ولدت في 3 ديسمبر 1949 في تورونتو في كندا، وتوفيت في 24 ديسمبر 2017 في قوينت ويست في كندا.

## أعمال

### أفلام
- صوت الموسيقى[6][7][8]

### مسلسلات
- برنامج إد سوليفان

## وصلات خارجية
- الموقع الرسمي
- هيثر منزيس على موقع IMDb (الإنجليزية)
- هيثر منزيس على موقع روتن توميتوز (الإنجليزية)
- هيثر منزيس على موقع ألو سيني (الفرنسية)
- هيثر منزيس على موقع ميوزك برينز (الإنجليزية)
- هيثر منزيس على موقع تيرنر كلاسيك موفيز (الإنجليزية)
- هيثر منزيس على موقع أول موفي (الإنجليزية)
- هيثر منزيس على موقع قاعدة بيانات برودواي على الإنترنت (الإنجليزية)
- هيثر منزيس على موقع قاعدة بيانات الأفلام السويدية (السويدية)
- هيثر منزيس على موقع إن إن دي بي (الإنجليزية)
- هيثر منزيس على موقع ديسكوغز (الإنجليزية)